# كالفين ماجي
كالفين ماجي (بالإنجليزية: Calvin Magee)‏ هو لاعب كرة قدم أمريكية أمريكي، ولد في 23 أبريل 1963 في نيو أورلينز في الولايات المتحدة.